# Jim Banks
James Edward Banks (Columbia City, 16 de julio de 1979) es un político estadounidense que se desempeña como senador de los Estados Unidos por Indiana desde 2025, anteriormente fue representante de los Estados Unidos por el 3.º distrito congresional de Indiana de 2017 a 2025. Es miembro del Partido Republicano, también se desempeñó como miembro del Senado de Indiana de 2010 a 2016.
El 17 de enero de 2023, Banks anunció su candidatura para el escaño en el Senado de los Estados Unidos que Mike Braun dejaría vacante en 2024.

## Vida personal
Banks es protestante y asiste a la Iglesia Presbiteriana Evangélica Trinity.